# Loibler Baba
Die Loibler Baba (slowenisch: Košutica) ist ein Berg in den Karawanken auf der Grenze zwischen Österreich und Slowenien. Sie ist ungefähr 3,5 km vom Loiblpass entfernt. Auf dem Gipfel wurde trotz der stattlichen Höhe von fast 2000 m kein Gipfelkreuz aufgestellt.

## Aufstieg
Von Österreich und Slowenien aus gibt es mehrere Möglichkeiten, den Berg zu besteigen. Eine davon enthält auch einen Klettersteig. Der Gipfel ist je nach Aufstiegsvariante in zwei bis dreieinhalb Stunden erreichbar.

## Namensgebung
Die Bezeichnung Baba kommt aus dem Slowenischen und bedeutet Alte Frau.